# Vilhelm Lange
Kristian Vilhelm Lange (født 20. december 1893 i Ringkøbing, død 17. november 1950 på Frederiksberg) var en dansk gymnast, som deltog i OL 1920.

## Gymnastikkarriere
Sammen med 19 andre danske deltagere deltog han i holdgymnastik efter frit system ved OL 1920 i Antwerpen. Kun to nationer stillede op, og Danmark fik 51,35 point på førstepladsen, mens Norge vandt sølv med 48,55 point.